# Aeroméxico-Flug 250
Auf dem Aeroméxico-Flug 250 (Flugnummer IATA: AM250, ICAO: AMX250) schoss am 6. Oktober 2000 eine Douglas DC-9-31 mit dem Luftfahrzeugkennzeichen N936ML der Aeroméxico, mit der ein Inlandslinienflug von Mexiko-Stadt nach Reynosa durchgeführt werden sollte, bei der Landung auf dem Flughafen Reynosa über das Ende der Landebahn hinaus in ein Wohngebiet. Den Unfall überlebten zwar alle 90 Personen an Bord der Maschine, jedoch starben vier Personen am Boden.

## Flugzeug
Bei der betroffenen Maschine handelte es sich um eine Douglas DC-9-31, die im Werk von McDonnell Douglas in Long Beach im Bundesstaat Kalifornien endmontiert wurde. Das Flugzeug trug die Werksnummer 47501, es handelte sich um die 571. Douglas DC-9 aus laufender Produktion. Das Roll-out der Maschine erfolgte am 8. Januar 1970. Die Maschine wurde mit dem Luftfahrzeugkennzeichen VH-CZG zugelassen und am 13. Februar 1970 zur Auslieferung an die australische Ansett Airlines freigegeben. Der Auslieferungsflug erfolgte zwischen dem 14. und 17. Februar 1970. Die Maschine wurde dabei vom Long Beach Airport in Kalifornien über den Daniel K. Inouye International Airport in Hawaii, den Pago Pago International Airport in Samoa, den Flughafen Nadi in Fidschi und den Flughafen La Tontouta in Neukaledonien zum Kingsford Smith International Airport in Australien geflogen. Nach zwölf Jahren des Betriebs bei der Ansett wurde die Maschine am 5. Februar 1982 ausgeflottet und auf dem Flughafen Melbourne eingelagert. Am 22. März 1982 wurde die Maschine zur Instandhaltung in die USA zurückgeflogen. Der Flug führte vom Flughafen Melbourne über den Flughafen Nadi in Fidschi und den Pago Pago International Airport in Samoa, den Flughafen Hilo in Hawaii, den Seattle-Tacoma International Airport im US-Bundesstaat Washington und den Flughafen Amarillo in Texas zum St. Petersburg-Clearwater International Airport in Florida. Am 8. Juni 1982 wurde die Maschine durch den neuen Betreiber Midway Airlines in Empfang genommen. Sie erhielt in diesem Zuge ihr neues Luftfahrzeugkennzeichen N936ML. Ab August 1984 war das Unternehmen Seventh HFC Leasing Corporation und verleaste die Maschine umgehend an die Midway Airlines zurück. Ab Januar 1989 war die Pegasus Aviation (PAFCO) neuer Eigentümer und Leasinggeber der Maschine und verleaste die DC-9 ab dem 31. Juli 1992 an die Aeroméxico. Das zweistrahlige Schmalrumpfflugzeug war mit zwei Turbojettriebwerken des Typs Pratt & Whitney JT8D ausgestattet. Bis zum Zeitpunkt des Unfalls hatte die Maschine eine Gesamtbetriebsleistung von 74.320 Betriebsstunden absolviert, auf die 69.859 Starts und Landungen entfielen.

## Passagiere und Besatzung
Den Flug von Mexiko-Stadt nach Reynosa hatten 85 Passagiere angetreten. Es befand sich ferner eine fünfköpfige Besatzung an Bord der Maschine, bestehend aus einem Flugkapitän, einem Ersten Offizier und drei Flugbegleiterinnen.
Der Flugkapitän war mexikanischer Staatsbürger und verfügte über 10.184 Stunden Flugerfahrung, von denen er 702 Stunden in Maschinen des Typs Douglas DC-9 absolviert hatte. Neben seiner Qualifikation zum Kapitän der Douglas DC-9 war er ebenfalls zum Ersten Offizier an Bord von Maschinen der Typen Boeing 757 und Boeing 767 ausgebildet.
Der Erste Offizier war ebenfalls mexikanischer Staatsbürger. Er verfügte über 1.764 Stunden Flugerfahrung, davon hatte er 40 Stunden in der Douglas DC-9 absolviert. Neben seiner Qualifikation zum Ersten Offizier der Douglas DC-9 war er ebenfalls zum Kapitän an Bord von Maschinen des Typs Fairchild Swearingen Metro 23 ausgebildet.

## Unfallhergang
Nach einem 85-minütigen Flug landete die Maschine auf dem Flughafen Reynosa. Zu dieser Zeit herrschte in der Region der Tropensturm „Keith“. Wegen Starkregen befand sich Nässe auf der Landebahn. Die Temperatur betrug 25 Grad, der Wind wehte mit einer Geschwindigkeit von fünf Meilen pro Stunde aus westlicher Richtung. Die Maschine flog die Landebahn aus südöstlicher Richtung an. Nach dem Aufsetzen gelang es den Piloten nicht, die DC-9 vor dem Landebahnende zum Stehen zu bringen. Die Maschine überschoss die Landebahn, riss Bäume um und pflügte sich kurz darauf durch eine Wohnsiedlung. Sie riss mehrere Häuser nieder, bis sie in einen Graben stürzte. An Bord der Maschine gab es keine Todesopfer zu beklagen, jedoch starben vier Menschen in der Wohnsiedlung.

## Ursache
Gemäß dem Abschlussbericht der Unfalluntersuchung war der Unfall die Folge eines zu hoch ausgeführten Anfluges mit übermäßiger Geschwindigkeit nach einem Nichtpräzisionsanflug auf eine nasse Landebahn und bei widrigen Wetterbedingungen, als sich Gewitterzellen in der Umgebung entluden.